# Jamblique Ier
Pour les articles homonymes, voir Jamblique (homonymie).
Jamblique Ier (en grec ancien : Ίάμβλιχος / Iámblikhos ; en latin : Iamblichus), mort en 31 av. J.-C., était l'un des phylarques (du grec ancien : φύλαρχος, « prince ») des Éméséniens,, de la dynastie des Sampsigéramides. Il était fils de Sampsigéram Ier. 

## Biographie
Il est mentionné pour la première fois dans une dépêche que Cicéron a expédiée de Rome en Cilicie en 51 av. J.-C. et dans laquelle il écrit que Jamblique lui a envoyé des renseignements sur les mouvements des armées parthes. Cicéron parle de Jamblique comme d'un monarque bien disposé envers la République romaine. D'après Strabon, après que son père Sampsigéram se fut soumis à la République romaine et à Pompée,, il s'était allié ainsi que son père à Quintus Caecilius Bassus contre Jules César en 47 av. J.-C..
Dans la guerre civile entre Octave et Marc Antoine en 31 av. J.-C., Jamblique a soutenu la cause de ce dernier. Mais après que Cnaeus Domitius Ahenobarbus fut passé dans le camp d'Octave, Marc Antoine devint méfiant concernant les risques de trahison. Par conséquent, à la veille de la bataille d'Actium, il le fit exécuter ainsi que plusieurs autres.
Les soupçons d'Antoine étaient apparemment entretenus contre Jamblique par son propre frère, Alexandre, qui obtint la souveraineté sur la principauté des Sampsigéramides après l'exécution de son frère. Mais peu de temps après, Octave emmena Alexandre à Rome pour l'exposer lors de son triomphe, à la suite duquel il fut exécuté. Plus tard, vers 20 av. J.-C., son fils, Jamblique II, obtint d’Octave devenu Auguste son rétablissement sur les territoires de son père, comme roi client des Romains.